# Quốc kỳ México
Quốc kỳ México (tiếng Tây Ban Nha: Bandera de México) là một lá cờ tam tài nằm dọc lần lượt từ cán sang đuôi là xanh lá cây, trắng và đỏ với hình quốc huy của México ở giữa lá cờ. Hình dạng quốc kỳ México xuất hiện sau khi nước này giành độc lập từ nước Tây Ban Nha sau cuộc Chiến tranh giành độc lập Mexico năm 1821. Lá cờ chính thức hiện nay được phê chuẩn sử dụng từ năm 1968 và luật về quốc kỳ, quốc huy và quốc ca được công bố năm 1984, mặc dù thiết kế hình ảnh của lá cờ đã xuất hiện sớm trước đó nhiều. Tính đến nay, quốc kỳ Mexico đã có 4 lần sửa lại, chủ yếu là vì những thay đổi quốc huy México và thay đổi tỉ lệ của lá cờ.
Nhìn phớt qua, quốc kỳ của México trông có phần tương tự như quốc kỳ Ý vì cả hai lá cờ đều có cùng ba màu xanh lá cây, trắng và đỏ. Tuy nhiên quốc kỳ Ý có tỉ lệ chiều rộng đối với chiều dài là 2:3 trong khi quốc kỳ của Mexico có tỉ lệ 4:7. Ba màu sắc trên lá cờ của México tượng trưng cho màu của quân đội giải phóng Mexico trong cuộc chiến tranh giành độc lập. Còn hình ảnh quốc huy trên lá cờ thì dựa theo một truyền thuyết cổ của người Aztec. Đó là hình ảnh một con chim đại bàng quắp theo một con rắn đậu trên cành cây xương rồng mọc trên một mỏm đá gần hồ nước. Một vị thần của người Aztec đã mách cho người dân bộ tộc này nếu thấy con đại bàng mang theo con rắn đậu xuống nơi nào thì đó chính là nơi để họ xây dựng kinh đô mới, tức kinh đô Tenochtítlan, nay chính là Thành phố México - thủ đô của đất nước này.